# Oskar Wiklund
Oskar Wilhelm Wiklund (ur. 31 października 1888 w Vesilahti, zm. 26 sierpnia 1942 w SztokholmIe) – zapaśnik reprezentujący Finlandię. Olimpijczyk ze Sztokholmu 1912, gdzie zajął dziesiąte miejsce w wadze półciężkiej.
Zajął czwarte miejsce na mistrzostwach świata w 1911 roku.

## Letnie Igrzyska Olimpijskie 1912
| Konkurencja             | Rundy eliminacyjne       | Rundy eliminacyjne | Rundy eliminacyjne         | Rundy eliminacyjne  | Klas. końcowa |
| Konkurencja             | Przeciwnik I             | Przeciwnik II      | Przeciwnik III             | Przeciwnik IV       | Miejsce       |
| ----------------------- | ------------------------ | ------------------ | -------------------------- | ------------------- | ------------- |
| 82,5 kg styl klasyczny. | Johannes Eriksen (DEN) Z | Béla Varga (HUN) Z | Sigurjón Pétursson (ISL) Z | Fritz Lange (GER) P | 10.           |